# Q0906+6930
Q0906+6930是目前已知距離最遠的耀变体，紅移值5.47，距離地球123億光年，發現於2004年7月。 

## 特性
該耀變體的能量來源是一個質量約太陽20億倍的超大質量黑洞（銀河系的質量約太陽的5800億倍）。它的事件視界體積是太陽系的1000倍，是目前紀錄中最大的黑洞之一。

## 距離量測
遙遠星系的距離經常因為量測方式而有不同數值。根據其紅移5.47，它距離地球是123億光年。

## 統計數據
- Epoch 2000.0
  - RA: 09h 06m 30.8s
  - Dec: +69° 30' 31"
- Classification: FSRQ
- Redshift (z) = 5.47
- R = 19.9
- Power (BL Lac) = 1.4-3.5

## 外部連結
- arXiv preprint（页面存档备份，存于） of the Astrophysics Journal paper
- Space.com – Massive Black Hole Stumps Researchers（页面存档备份，存于）